# Dubbel-J katheter

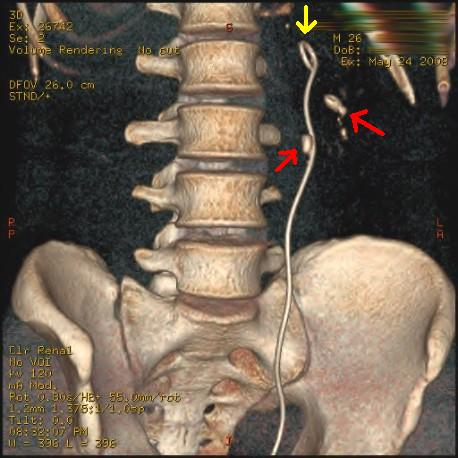
Geplaatste dubbel-J katheter

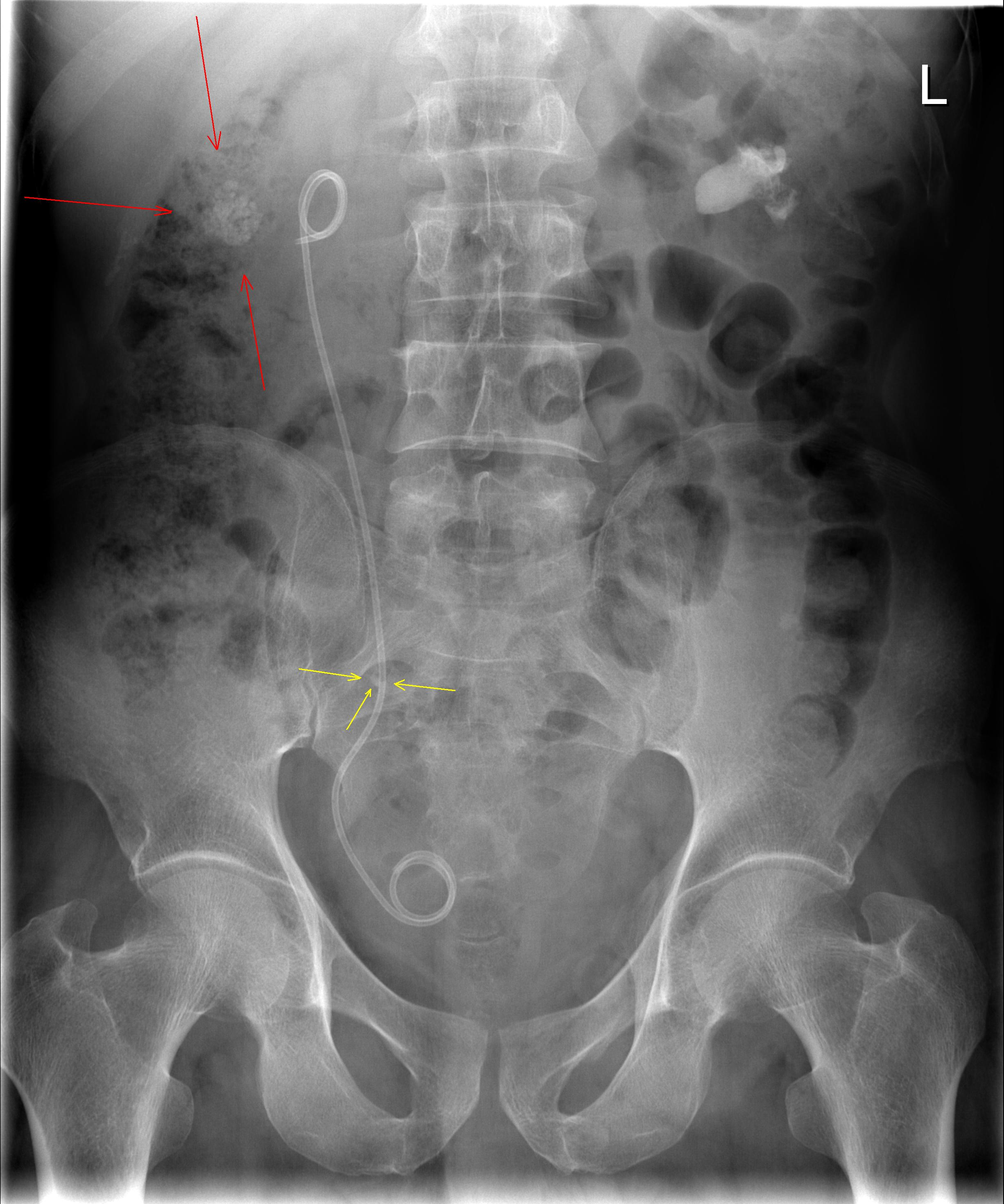
Röntgenfoto van de buik met een dubbel-J-katheter. In de rechternier, links op de afbeelding, zijn meerdere nierstenen aanwezig (zie rode pijlen). In de rechterurineleider is de steen zichtbaar die de oorzaak is van de ureterstenose (zie gele pijlen).

Een dubbel-J katheter is een geperforeerd kunststof buisje (slangetje) dat urine vrije doorgang langs een niersteen of vernauwing van de urineleider tussen nier en urineblaas verleent in het geval er sprake is van een ureterstenose. Zo wordt  koliek voorkomen. De plaatsing is meestal voor enkele dagen of weken. Na een niersteenoperatie kan de katheter worden geplaatst om de binnenwand van de urineleider in rust te laten genezen. Soms is de dubbel-J katheter een definitieve oplossing voor een urinewegprobleem.
De katheter, ook wel stent genoemd, heeft aan beide uiteinden een krul of J-vorm (dus een dubbele J) waardoor hij op zijn plaats blijft. In beide krullen bevinden zich gaatjes waardoor urine in en uit het buisje kan stromen. De vorm verklaart de naam van het instrument. De katheter wordt met behulp van een cystoscoop door een uroloog in de urineleider geplaatst. Door het afvloeien van in de nier opgehoopte urine wordt de pijn meteen verlicht.
Als de normale afvloed, door welke reden dan ook, belemmerd is, kan dat aanleiding geven tot hydronefrose.
Een dubbel-J-katheter wordt door de uroloog door middel van een cystoscopie geplaatst in de urineleider, zodanig dat het ene uiteinde in het nierbekken ligt en het andere uiteinde in de blaas. Eventueel maakt men daarbij gebruik van doorlichting, al of niet met gebruik van contraststof.
Bij een eventuele vergruis-behandeling heeft de katheter als voordeel dat door een aanwezige metaalfilm op een röntgenfoto de exacte locatie van de niersteen goed te zien is.